# Liste over danske vegetationer
De danske vegetationer kan overordnet grupperes i fem landskabelige elementer, og inden for disse er det især forskelligheder i de økologiske vilkår, som fremkalder variationerne i plantesamfundene.

## Landskabselementer
De fem landskabelige elementer i Danmark er:
- Kystvegetation
- Mosevegetation
- Hede og græsland på tør bund
- Skov
- Småbiotoper på åbent land

### Kystvegetationer
- Sandstrand (svarende til Natura 2000-betegnelsen Forstrand og begyndende klitdannelser)
- Embryonalklit (svarende til Natura 2000-betegnelsen Hvide klitter og vandremiler)
- Hvid klit (svarende til Natura 2000-betegnelsen Hvide klitter og vandremiler)
- Fikseret klit (svarende til Natura 2000-betegnelsen Stabile kystklitter med urteagtig vegetation (grå klit og grønsværklit))
- Klithede (svarende til Natura 2000-betegnelsen Kystklitter med dværgbuskvegetation (klithede))
- Klintekyster (svarende til Natura 2000-betegnelsen Klinter eller klipper ved kysten)
- Stenkyster (svarende til Natura 2000-betegnelsen Enårig vegetation på stenede strandvolde og Flerårig vegetation på stenede strande)
- Klippeskyster (svarende til Natura 2000-betegnelsen Klinter eller klipper ved kysten)
- Strandengskyster (svarende til Natura 2000-betegnelsen Strandenge)
- Vadekyster (svarende til Natura 2000-betegnelsen Vegetation af kveller eller andre enårige strandplanter, der koloniserer mudder og sand og Vadegræssamfund)

### Mosevegetationer
- Minerotrofe, oligotrofe moser (Fattigkær)
- Ombrotrofiske moser (svarende til Natura 2000-betegnelsen Aktive højmoser)
- Mesotrofe moser (Kalkkær)
- Eutrofe moser (svarende til Natura 2000-betegnelsen Rigkær)

### Lysåbne, tørre vegetationer
- Heder (svarende til Natura 2000-betegnelsen Tørre dværgbusksamfund (heder))
- Indlandsklitter (svarende til Natura 2000-betegnelsen Indlandsklitter med lyng og visse og Indlandsklitter med åbne græsarealer med sandskæg og hvene)
- Overdrev
  - Tørt kalksandsoverdrev (svarende til Natura 2000-betegnelsen Artsrige ovedrev eller græsheder på mere eller mindre sur bund)
  - Tørt overdrev (svarende til Natura 2000-betegnelsen Meget tør overdrevs- eller skræntvegetation på kalkholdigt sand)
  - Kalkoverdrev (svarende til Natura 2000-betegnelsen Overdrev og krat på mere eller mindre kalkholdig bund)
- Krat (svarende til Natura 2000-betegnelsen Enebærkrat på heder, overdrev eller skrænter og Overdrev og krat på mere eller mindre kalkholdig bund)